# Alfredo Augusto Varela de Vilares
Alfredo Augusto Varela de Vilares (Jaguarão, 16 de setembro de 1864 — Rio de Janeiro, 1943) foi um historiador e diplomata brasileiro.
Filho de Manuel Rodrigues Vilares e Rosita Emília Dutra Varela. Em sua juventude dedicou-se à carreira comercial, que logo abandonou para tornar-se professor. Pouco tempo depois entra na Escola Militar, não permanecendo muito tempo por não ter sentido vocação no assunto.
Estudou na Faculdade de Direito de São Paulo e depois na Faculdade de Direito do Recife, formado bacharel em 1889 retornou a Rio Grande. Depois da Proclamação da República torna-se destacado auxiliar de Júlio de Castilhos, tendo auxiliado na concepção da constituição do estado.
Doutor em direito pela Faculdade de Direito do Rio de Janeiro em 1904. Foi advogado no Rio de Janeiro, procurador-geral da República no Rio Grande do Sul de 1890 a 1893.
Como jornalista dirigiu o jornal A Federação, de 1890 a 1891, em Porto Alegre, depois fundou o jornal Folha Nova, também em Porto Alegre.
Membro do Partido Republicano Rio-Grandense, foi eleito deputado federal pelo Rio Grande do Sul em 1900.
Ainda como jornalista dirigiu o Diário da Tarde, em Curitiba, em 1903, e o Comércio do Brasil, no Rio de Janeiro, de 1904 a 1905. Teve atuação importante na Revolta da Vacina, onde chegou a ser acusado de ser um dos líderes do movimento.
Diplomata foi sucessivamente cônsul do Brasil na Espanha, 1908, no Japão, 1910, em Portugal, 1914 e na Itália, 1914, quando aposentou-se.
Foi um dos fundadores do Instituto Histórico e Geográfico do Rio Grande do Sul. É patrono de uma das cadeiras da Academia Rio-Grandense de Letras. Representa a vertente platina da historiografia rio-grandense (com Manuelito de Ornelas).

## Obras
- Remembranças, 1920
- História da Grande Revolução. Porto Alegre: Editora e Livraria do Globo, 1933 Obra em seis volumes sobre a Revolução Farroupilha
- Ensaios e críticas, crítica, 1950